# Tetraplaria mutica
Tetraplaria mutica is een mosdiertjessoort uit de familie van de Tetraplariidae. De wetenschappelijke naam van de soort is voor het eerst geldig gepubliceerd in 1855 door Busk.